# Ceracis thoracicornis
Ceracis thoracicornis es una especie de coleóptero de la familia Ciidae.
Se encuentra al este de América del Norte.